# Evan Low
Evan Low (en chino tradicional, 羅達倫; pinyin, Luó Dálún) es un político de Estados Unidos y miembro del Concejo Municipal de Campbell en California. En 2013, sus colegas en el Consejo Municipal, lo eligieron para el cargo de alcalde por segundo periodo, mandato que culminó en 2014.
Cuando sus colegas lo eligieron para ser alcalde en 2009, Low se convirtió en el alcalde abiertamente gay más joven, asiático-americano en el país.
Low nació en 1983, hijo de Arthur Low, un optométrico asiático-americano, creció en  San José (California), y se mudó a Campbell en 2003.
Obtuvo el título de grado en ciencias políticas, en la Universidad Estatal de San José. Participó en un programa de tres semanas, the Senior Executives in State and Local Government program, en la Kennedy School of Government, de la Universidad Harvard.
En 2004, se postuló sin lograrlo para el puesto de miembro del Consejo Municipal, pero lo consiguió el 2006.
Mientras era alcalde de San Francisco, el Vicegobernador Gavin Newsom emitió una proclamación nombrando el 5 de junio de 2006, “Día de Evan Low” en la ciudad y el condado de San Francisco.
Low también es conocido por realizar una petición a través de la página web Change.org, que solicitaba a la FDA que levantara la prohibición para gays, lesbianas y bisexuales.